# John Galt

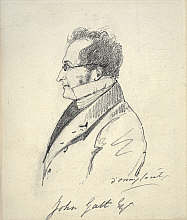
Porträtt av John Galt.

John Galt, född 2 maj 1779, död 11 april 1839, var en skotsk romanförfattare som författat böckerna "Det hände i vår by" och "Borgmästaren". Han ska också ha myntat termen utilitarism. Han föddes i Irvine, som son till en kapten i marinen, när familjen runt 1798 flyttade till Malden, så stannade Galt kvar för att bli kontorist. Under arbetstiden skrev han essäer och berättelser för en lokal tidning. Han flyttade sedan till Galton för att studera till advokat.
Han kom att resa runt i Europa och träffade under dessa resor Lord Byron, de båda kom att bli goda vänner, flera årtionden senare skulle han publicera den första biografin om Byron.
Galt var också involverad i kolonisationen av Övre Kanada som sekreterare i Canada Company. Han grundade staden Guelph 1827 och fick staden Galt (idag Cambridge) uppkallad efter sig. Han fick tre söner, hans son Alexander Tilloch Galt blev den kanadensiska konfederationens första finansminister.